# .sc
A .sc a Seychelle-szigetek internetes legfelső szintű tartomány kódja, melyet 1997-ben hoztak létre. A címvégződést Skóciában is árulták.

## Második szintű tartománykódok
- com.sc – kereskedelmi szervezeteknek, vállalatoknak.
- net.sc – hálózat fenntartóknak.
- edu.sc – oktatási intézményeknek.
- gov.sc – kormányzati szervezeteknek.
- org.sc – nonprofit szervezeteknek.